# Glynn Saulters
Glynn Saulters (Minden (Luisiana), 10 de fevereiro de 1945) é um ex-basquetebolista profissional estadunidense que integrou a Seleção Estadunidense que conquistou a medalha de ouro disputada nos XIX Jogos Olímpicos de Verão realizados em 1968 na Cidade do México. Armador de 1.88 m de altura e pesando 80 kg, Saulters cursou a Universidade da Luisiana em Monroe e jogou pelo Louisiana–Monroe Warhawks. Profissionalizou-se em 1968 e jogou uma temporada na ABA no New Orleans Buccaneers com médias de 2.7 ppj, 0.9 rpj e 0.5 apj em 22 partidas.